# 国分寺 (久留米市)
国分寺（こくぶんじ）は、福岡県久留米市宮ノ陣5丁目に所在する天台宗の寺院。山号は護国山。本尊は聖観音。筑後三十三観音霊場第11番札所で、寺内の正平22年（1367年）9月銘の地蔵来迎図板碑は県指定文化財。

## 歴史
筑後国分寺を移転、再興したものと考えられている。足利尊氏により、寺産15町を付けて再興される。
慶長年間に柳川藩主田中吉政により再興される。
1778年（安永7年）に久留米藩7代目藩主有馬頼徸により筑後三十三観音霊場第11番札所に定められる。
1869年（明治2年）に藩命により、高良山明静院の住持が当寺に移るが、その際に高良山明静院の石仁王像、元三大師、大聖歓喜天も当寺に移される。